# Corre-soques de les palmeres
El corre-soques de les palmeres (Berlepschia rikeri) és una espècie d'ocell de la família dels furnàrids (Furnariidae) i única espècie del gènere Berlepschia.

## Descripció
- Mesura uns 22 cm de llarg i pesa uns 37 g.
- Adult amb cap, coll, clatell, i parts inferiors a ratlles blanques i negres. Dors, ales i cua marró rogenc, amb primàries negres.[1]

## Hàbitat i distribució
Habita entre les palmeres del gènere Mauritia, a les terres baixes del sud de Veneçuela, Guyana, Surinam, Guaiana Francesa, Brasil septentrional i amazònic, extrem sud-est del Perú i nord de Bolívia.